# Chumburung (Volk)
Die Chumburung sind ein Volk in Ghana, das auch Yeji, Nchumburung, Nchimburu, Nchummuru, Nchumburu, Kyongborong oder Kyombaron genannt wird. 
Die Chumburung leben in einem Siedlungsgebiet zwischen dem nördlichen Volta-Stausee, nordöstlich vom Fluss Daka und der Stadt Yeji am Volta-Stausee. Die Chumburung werden verwandtschaftlich in die Gruppe der nördlichen Guang-Völker eingeordnet.
Zu der Ethnie Chumburung werden zwischen 69.000 und 70.000 Menschen zugeordnet, deren Muttersprache das Chumburung ist.